# 蓋爾·羅賓斯
蓋尔·羅賓斯（英語：Betty Gale Robbins，1921年5月7日—1980年2月18日），是美国“好莱坞电影黄金时代”（classic hollywood and studio era）的知名演员及歌手。
羅賓斯出生于美国印第安纳州，1939年6月高中毕业后正式开始自己的演藝生涯。她先加入了Phil Levant乐队，後來成為模特兒，还在夜总会担任歌手。她于1944年11月嫁给了自己高中时的初恋恋人，当时还在美国空军服役的Robert Olson。
羅賓斯首次接觸电影表演是1944年参演电影《In the Meantime Darling》，接着她出演了一系列好莱坞黄金时代影片，包括由Doris Day主演的著名影片《Calamity Jane》和《My Dear Secretary)》。之后，她主要从事电视演出。1958年她录了个人首张专辑唱片《I'm a Dreamer》。1980年,羅賓斯死于肺癌，终年59岁。